# ديفيد تايلر
ديفيد تايلر (بالإنجليزية: David Tyler)‏ هو رائد أعمال ومحاسب بريطاني، ولد في 23 يناير 1953.